# Pietro Campagnari
Pietro Campagnari (Verona, 15 maggio 1941) è un ex ciclista su strada italiano, professionista dal 1966 al 1974, anni in cui corse per le più prestigiose squadre italiane del periodo.

## Palmarès
- 1973 (Magniflex, una vittoria)

4ª tappa Giro di Puglia (Foggia > Martina Franca)

### Altri successi
- 1969 (Filotex)

Criterium di Tarquinia

## Piazzamenti

### Grandi Giri
- Giro d'Italia

1966: 66º
1968: 80º
1969: 49º
1970: 58º
1971: 61º
1973: 102º
1974: 76º
- Tour de France

1971: ritirato (16ª tappa)
1972: 74º

### Classiche monumento
- Milano-Sanremo

1966: 121º
1968: 82º
1970: 92º
1973: 61º
1974: 96º
- Giro delle Fiandre

1968: 52º